# Luci Munaci Planc (cònsol 42 aC)

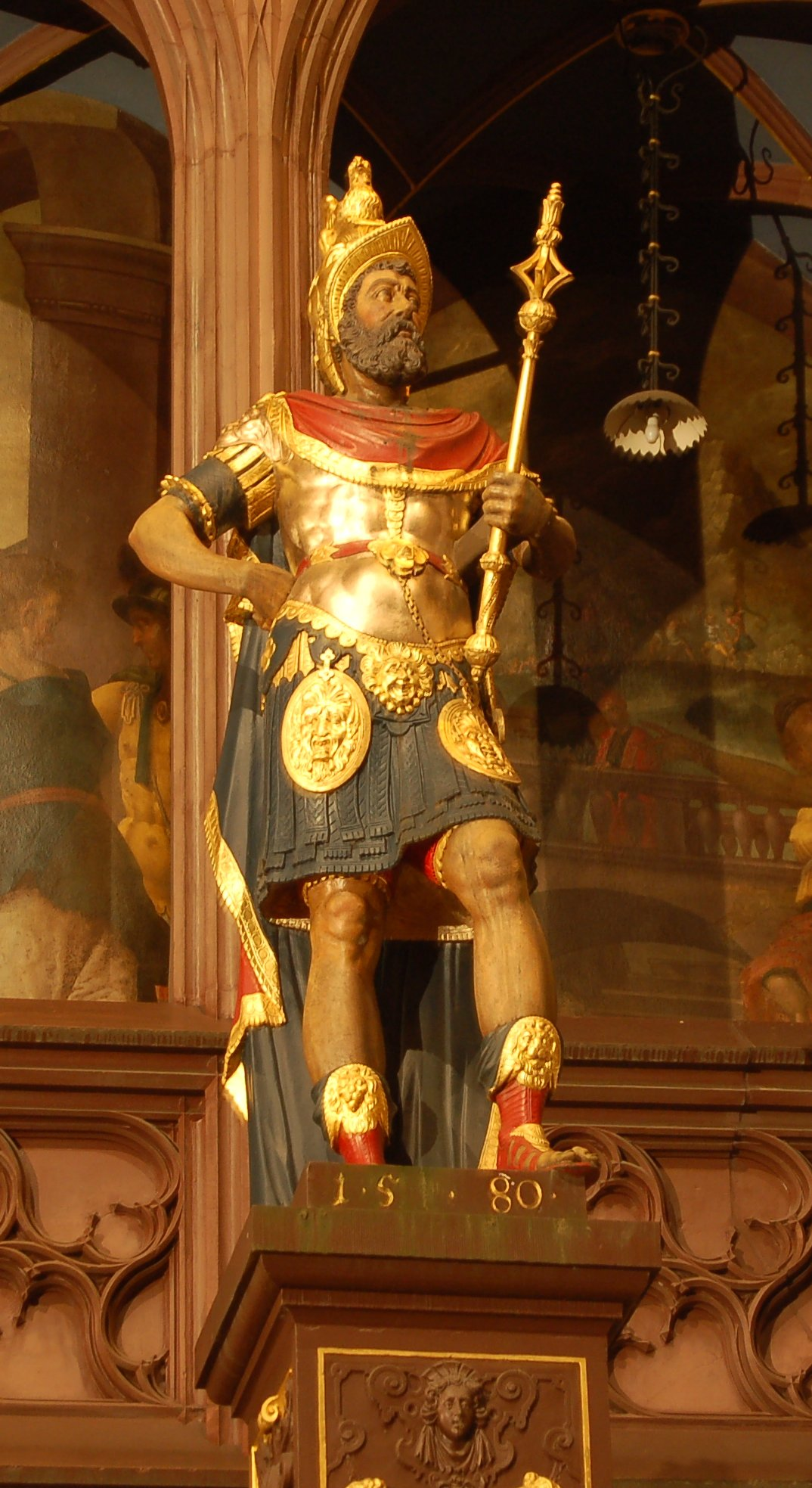
Luci Munaci Planc a l'ajuntament de Basilea

Luci Munaci Planc (en llatí: Lucius Munatius L. F. L. N. Plancus; 87–15 aC) va ser un magistrat romà. Formava part de la gens Munàcia i portava el cognomen de Planc, un dels més importants de la gens.
Era amic de Juli Cèsar i va servir a les seves ordes tant a la Gàl·lia (on va ser llegat de Cèsar l'any 54 i 53 aC) com a les guerres civils. Va ser comandant de les forces de Cèsar a Herda, a Hispània, l'any 49 aC i va acompanyar Cèsar a l'Àfrica el 46 aC, quan va intentar obtenir, sense èxit, la rendició del cap pompeià Gai Considi a Adrumetum.
Al final del 46 aC va ser nomenat un dels prefectes de la ciutat que van tenir el govern de Roma l'any 45 aC durant l'absència de Cèsar. Va tenir una prova de confiança per part de Cèsar en ser nomenat governador de la Gàl·lia Transalpina el 44 aC (excloses la Narbonense i la Gàl·lia Belga) i designat per exercir el consolat l'any 42 aC amb Dècim Juni Brut Albí com a col·lega. Cèsar va ser assassinat al març del 44 aC i Planc es va declarar a favor d'una amnistia i se'n va anar a la Gàl·lia a agafar el més ràpidament possible el comandament de la seva província.

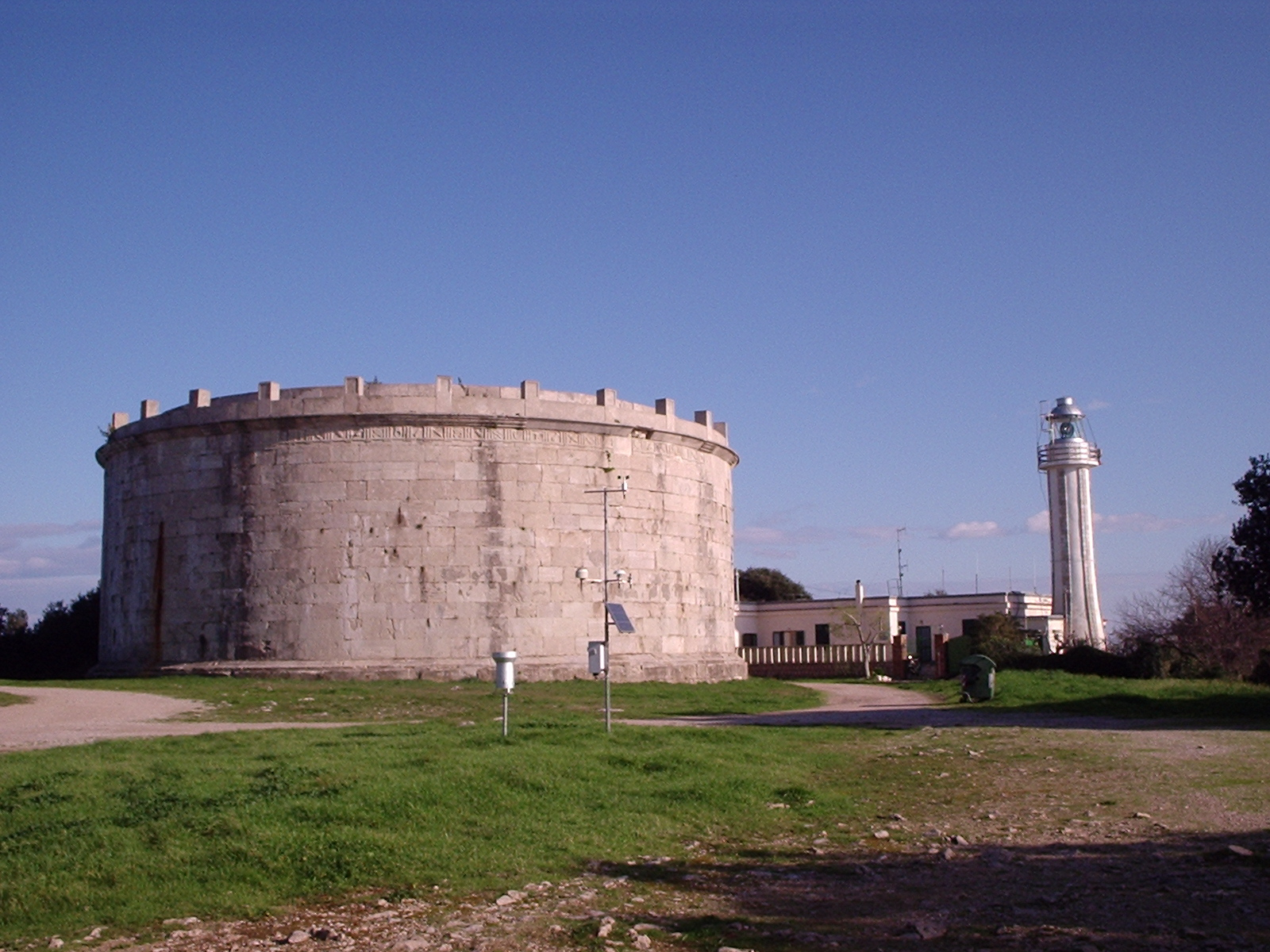
Mausoleu de Planc

## Partidari de Marc Antoni
Ciceró li va demanar d'abraçar el partit senatorial i anar en ajut de Dècim Juni Brut Albí que estava assetjat per Marc Antoni a Mutina. Després de vacil·lar un temps, Planc va decidir finalment a la primavera del 43 aC, sortir cap a Itàlia però es va assabentar de la derrota de Marc Antoni i el setge de Mutina pels cònsols Aule Hirti i Gai Vibi Pansa. Llavors es va aturar al territori dels al·lòbroges on se li va unir Dècim Brut amb el seu exèrcit, i es van preparar per fer la guerra a Marc Antoni, però Marc Emili Lèpid es va unir a Marc Antoni, i les forces conjuntes dels dos superaven en molt a les de Planc, així que, per consell d'Asini Pol·lió, es va declarar a favor de Marc Antoni i Lèpid i va abandonar Dècim Brut a la seva sort (Brut va morir poc després als Alps). Durant el seu govern a la Gàl·lia va fundar les colònies de Lugdúnum i Raurica. El juliol, un manuscrit destinat a Ciceró pot donar fe de l'existència del poble de Cularo als Alps francesos.
A la tardor del 43 aC es va formar el triumvirat. Planc va haver d'acceptar la proscripció del seu propi germà Luci Plauci Planc. A final d'any va tornar a Roma i el 29 de desembre va celebrar un triomf per alguna victòria a la Gàl·lia o més probablement a Rècia sobre alguna tribu alpina.

## Cònsol
Tal com estava previst per disposició de Cèsar, l'any 42 aC va ser elegit cònsol, però amb Marc Emili Lèpid com a col·lega.
El 41 aC es va produir l'anomenada guerra de Perusa. Planc tenia el comandament de les tropes d'Antoni a Itàlia i quan Luci Antoni i Fúlvia (l'esposa del triumvir) van declarar la guerra a Octavi esperaven el seu ajut, però com que Planc no sabia les intencions del seu cap, es va procurar mantenir allunyat del conflicte. A la caiguda de Perusa l'any 40 aC, Planc va fugir d'Itàlia amb Fúlvia, cap a Atenes. Va retornar a Itàlia amb Antoni, i després el va acompanyar a Orient. Marc Antoni li va donar el govern de la província d'Àsia, que va evacuar quan es va produir la invasió dels parts dirigits pel general romà desertor Labiè, i es va refugiar a les illes.
Probablement va ser cònsol sufecte l'any 36 aC o en una data propera. El 35 aC va ser governador de Síria, càrrec que va exercir nominalment uns quatre anys. El 34 aC va emetre una moneda on es constata una victòria sobre els armenis. Aproximadament l'any 32 aC va anar a Alexandria on va ser rebut fredament per Antoni, assabentat dels seus excessos a la província on havia practicat extorsions i saquejos.

## Partidari d'Octavi
Es va estar a la capital egípcia participant en les orgies de la cort i quan va veure que Antoni seria enderrocat se'n va anar cap a Roma el mateix 32 aC amb el seu nebot Tici. Planc llavors va donar informacions reservades a Octavi i es va passar al servei d'aquest.
Va viure tranquil·lament de la fortuna que havia fet a Síria i el 27 aC va proposar donar el títol d'august a Octavi. L'emperador el va nomenar censor l'any 22 aC junt amb Paul·le Emili Lèpid, i va construir un temple dedicat a Saturn, per complaure l'emperador que volien que els romans rics adornessin la ciutat amb edificis públics.
Va morir algun temps després en data no coneguda. Tenia tres germans i una germana i va deixar un fill i una filla. La seva germana, Munàcia Plància es va casar amb Marc Tici. La seva filla Munàcia Plancina, es va casar amb Gneu Calpurni Pisó.
La seva tomba és un dels pocs monuments rellevants que han sobreviscut fins als nostres dies, identificable, encara que evidentment no hi ha el seu cos. És un mausoleu de forma cilíndrica que es va consagrar a la verge Maria a finals del segle xix. Es localitza a Gaeta, a Itàlia dalt d'un turó, i ara es coneix com la Torre d'Orlando.